# Joe Sebok
Joe Sebok, född 25 mars 1977 i San Francisco i Kalifornien, är en amerikansk före detta professionell pokerspelare.
Han har varken vunnit World Series of Poker eller World Poker Tour.
Sebok har spelat hem totalt 1 840 055 amerikanska dollar i prispengar fram tills den 11 november 2011.
Han har även grundat och drivit företag inom bland annat informationsteknik och poker; varit sportkommentator vid pokersändningar samt radiopratare.
Sebok avlade en examen i psykologi och en academic minor-examen i studier om USA:s ursprungsbefolkning vid University of California, Berkeley.
Han är styvson till Barry Greenstein.